# Визуська сільська рада
Ви́зуська сільська рада (ест. Võsu külanõukogu, рос. Вызуский сельский совет) — сільська рада в Естонській РСР, адміністративно-територіальна одиниця в складі повіту Вірумаа (1945—1950), Локсаського району (1950—1957) та Раквереського району (1957—1971).

## Географічні дані
1959 року населення сільради становило 2035 осіб, 1970-го — 1546 осіб.

## Населені пункти
Адміністративний центр — поселення Визу, що розташовувалося на відстані 24 км на схід від селища Локса та 40 км на північний захід від міста Раквере.
Сільській раді до 1954 року підпорядковувалися села: Визу (Võsu), Кясму (Käsmu), Визу-Метсанурґа (Võsu-Metsanurga), Лепіспеа (Lepispea), Вагекюла (Vaheküla), Лобі (Lobi), Педасааре (Pedasaare), Пігласпеа (Pihlaspea), Верґі (Vergi).
Після приєднання 1954 року територій ліквідованих Вигмаської та Саґадіської сільських рад до складу сільради ввійшли населені пункти:
села: Вигма (Võhma), Вілумяе (Vilumäe), Тирґу (Тиуґу) (Tõrgu (Tõugu), Ватку (Vatku), Йоанду (Joandu), Визупере (Võsupere), Саку (Saku), Кор'юзе (Korjuse), Еру (Eru), Саґаді-Метсанурґа (Sagadi-Metsanurga), Ліна (Віла?) (Lina (Vila?), Каткувялья (Katkuvälja), Коппелвялья (Koppelvälja), Лаурі (Lauri);
поселення Палмсе (Palmse asundus).
У 1955 році землями, що належали сільраді, користувалися колгоспи «Вірний шлях» («Õige Tee»), «Уускюла» («Uusküla»), «Червоний прапор» («Punalipp») та імені М. Горького, а також підсобні господарства Визуського будинки відпочинку № 1 «Лепіспеа» і артілі «Кясму».
1970 року Визуській сільській раді підпорядковувалися населені пункти:
села: Аасуметса (Aasumetsa), Алтья (Altja), Еру (Eru), Ілумяе (Ilumäe), Йоанду (Joandu), Какувялья (Kakuvälja), Коолімяе (Koolimäe), Кор'юзе (Korjuse), Кясму (Käsmu), Лаге (Lahe), Лаулі (Lauli), Лавіку (Laviku), Лепіспеа (Lepispea), Лобі (Lobi), Муйке (Muike), Мустоя (Mustoja), Наттурі (Natturi), Оанду (Oandu), Педассааре (Pedassaare), Пігласпеа (Pihlaspea), Саґаді (Sagadi), Саґаді-Метсанурґа (Sagadi-Metsanurga), Саку (Saku), Тепелвялья (Tepelvälja), Тиуґу (Tõugu), Уускюла (Uusküla), Ватку (Vatku), Верґі (Vergi), Віла (Vila), Вигма (Võhma), Визу-Метсанурґа (Võsu-Metsanurga), Визупере (Võsupere);
поселення (asundus): Визу (Võsu), Саґаді (Sagadi), Палмсе (Palmse).

## Історія
13 вересня 1945 року на території волості Палмсе у Віруському повіті утворена Визуська сільська рада з центром у селі Визу.
26 вересня 1950 року, після скасування в Естонській РСР повітового та волосного поділу, сільська рада ввійшла до складу новоутвореного Локсаського сільського району. 17 червня 1954 року в процесі укрупнення сільських рад Естонської РСР територія Визуської сільради збільшилася на заході, півдні та сході внаслідок приєднання земель ліквідованих Вигмаської та Саґадіської сільських рад. 12 жовтня 1957 року після скасування Локсаського району сільрада приєднана до Раквереського району.
19 березня 1971 року Визуська сільська рада ліквідована, а її територія поділена між селищем міського типу Визу та сільськими радами Гальялаською та Війтнаською:
- селище Визу отримало 592,7 га землі (зокрема землекористування риболовецького колгоспу імені М. Горького);
- Гальяласька сільська рада — 8450 га (зокрема землекористування Саґадіського відділення колгоспу «Вігула» та Верґіського відділення риболовецького колгоспу ім. М. Горького);
- Війтнаська сільська рада — 12857 га (зокрема землекористування колгоспу «Ілумяе»).